# جاك أمير
جاك أمير (بالعبرية: יעקב ז'אק אמיר‏) هو نقابي وسياسي إسرائيلي، ولد في 15 مارس 1933 في الصويرة في المغرب، وتوفي في 30 مارس 2011. حزبياً، نشط في معراخ.

## مناصب
- انتخب عضو الكنيست [الإنجليزية]‏ وقد انضم خلال فترته النيابية  [لغات أخرى]‏ (13 يونيو 1977 – 20 يوليو 1981)  للكتلة البرلمانية معراخ.
- انتخب عضو الكنيست [الإنجليزية]‏ وقد انضم خلال فترته النيابية  [لغات أخرى]‏ (20 يوليو 1981 – 13 أغسطس 1984)  للكتلة البرلمانية معراخ.
- انتخب عضو الكنيست [الإنجليزية]‏ وقد انضم خلال فترته النيابية  [لغات أخرى]‏ (13 أغسطس 1984 – 21 نوفمبر 1988)  للكتلة البرلمانية معراخ.
- انتخب عضو الكنيست [الإنجليزية]‏ وقد انضم خلال فترته النيابية  [لغات أخرى]‏ (10 يونيو 1974 – 13 يونيو 1977)  للكتلة البرلمانية معراخ.